# Depresiunea Praid-Sovata
Depresiunea Praid-Sovata este o depresiune submontană de origine tectono-erozivă  situată la periferia estică a Depresiunii colinare a Transilvaniei și la vestul lanțului eruptiv Gurghiu-Harghita. Este situată pe cursul superior la râului Târnava Mică și al tributarelor sale și se subdivide în trei compartimente depresionare: Corund, Praid și Sovata.